# Espen Eskås
Espen Eskås (Oslo, 24 giugno 1988) è un arbitro di calcio norvegese.

## Carriera
Eskås ha cominciato ad arbitrare in 1. divisjon – secondo livello del campionato norvegese – a partire dal 2010. Dal 2015 ha iniziato ad arbitrare anche in Eliteserien, la massima divisione locale.
Nel marzo 2024 la FIFA lo ha convocato nel ruolo per il torneo di calcio dei Giochi della XXXIII Olimpiade in programma a Parigi e in altre sei città tra luglio e agosto 2024.. Ha diretto due partite nel torneo maschile:il 27 luglio a Lione Argentina-Iraq 3-1 e la finale per il terzo posto, l'8 agosto a Nantes, Marocco-Egitto 6-0. Inoltre, il 31 luglio a Bordeaux, ha diretto Spagna-Brasile (2-0) per il torneo femminile.
Il 23 aprile 2024 la UEFA lo ha convocato per il campionato d'Europa 2024 in Germania, insieme al collega Jan Erik Engan, nel ruolo di quarto ufficiale o riserva di assistente arbitrale.